# Michelangelo Winklaar
Michelangelo Rachid Winklaar (Willemstad, 4 december 1983) is een Nederlands modeontwerper. 
Winklaar verhuisde als kind met zijn ouders naar Nederland. Op zijn twaalfde ontwierp hij kostuums die werden gedragen tijdens het Zomercarnaval in Rotterdam. Hij organiseerde missverkiezingen en gaf dansles. Na het modelyceum in Hilversum studeerde hij kort aan de Academie voor Beeldende Kunsten in Arnhem.
In 2010 startte hij zijn eigen merk, Màngel Ichelo Design; Màngel betekent snoep in het Papiaments wat in die jaren ook in zijn collectie tot uitdrukking kwam. In die tijd deed hij bijvoorbeeld met het thema Lust of salmiak mee aan een ontwerpwedstrijd.
Hij exposeerde in het Museum De Paviljoens in Almere en het Gemeentemuseum in Den Haag. Zijn collecties werden getoond op de catwalk van Amsterdam Fashionweek, The Fashionweek, Feeric en Masters Expo en in modebladen als Beau Monde, Fall Magazine, Hague Magazine, Veronica Magazine en Attire Club. Verder heeft hij bedrijfskleding en merchandisecollecties ontworpen voor onder meer Madame Tussauds en ABN AMRO.
In 2021 bracht Winklaar de eerste aanraakbare couture modetentoonstelling. Een tiental handgemaakte couture ontwerpen werden getoond in museum Escher in het Paleis in Den Haag. Alle kleding, stofvoorbeelden en miniaturen die voor deze solotentoonstelling zijn ontwikkeld, waren aan te raken voor het publiek. Dit om een inclusievere samenleving te creëren. In dit geval voor hen die visueel uitgedaagd zijn.

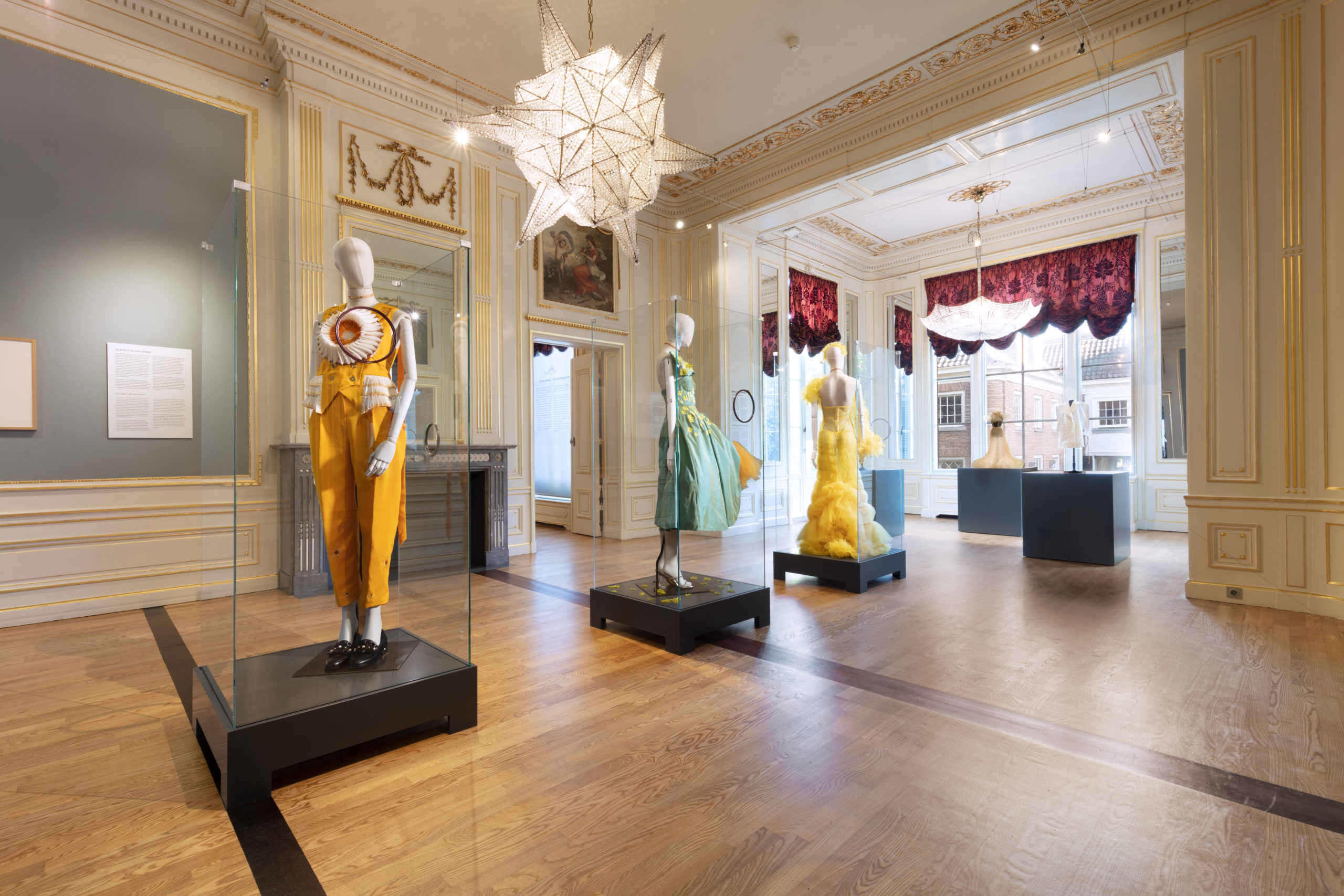
Michelangelo Winklaar was the first to bring a couture exhibition to a museum to be touched for everyone to feel craftmanship and textures in couture. Picture: Gerrit Schreurs/ Escher in het Paleis.

## Erkenning
- 2009: winnaar van de MAFB (Mode And Fashion Battle)[1]